# Fábrica de Tabacos (Madrid)
La Fábrica de Tabacos es un edificio industrial de la ciudad española de Madrid, cuya fachada principal da a la calle de Embajadores n.º 53. Otra de sus fachadas da a la glorieta de Embajadores, en los límites del antiguo distrito de la Inclusa. La fábrica fue durante más de un siglo el escenario de vida y trabajo de «las cigarreras» madrileñas. Tras años de abandono, en el inicio del siglo xxi fue habilitada como centro cultural polivalente del barrio e institución de arte conocido como Tabacalera.

## Historia
Fue una de las obras públicas que se llevaron a cabo bajo el reinado de Carlos III. Fue terminado en 1790, dos años después de su muerte y en pleno reinado de su hijo y sucesor Carlos IV. Se trata de un buen ejemplo de arquitectura industrial del siglo XVIII. La obra, proyectada por el arquitecto Manuel de la Ballina, responde tipológicamente al modelo de instalaciones manufactureras del siglo XVIII, tratándose desde la lógica de localización funcional y la organización jerárquica del espacio.

## Historia del edificio
El proyecto de la edificación de esta fábrica fue debido a la necesidad de colocar en un sitio determinado los productos estancados del monopolio del Estado español, tales como el aguardiente, los licores, las barajas de juego, el papel sellado, y depósito de efectos plomizos (el estanco es la prohibición de la venta libre de algunos artículos). Pero la fabricación de dos de estos productos duró poco tiempo porque se produjeron cambios importantes: la elaboración del aguardiente le fue concedida a la condesa de Chinchón, que dio nombre al anís y la fabricación de barajas de juego le fue otorgada a Heraclio Fournier, de procedencia belga.

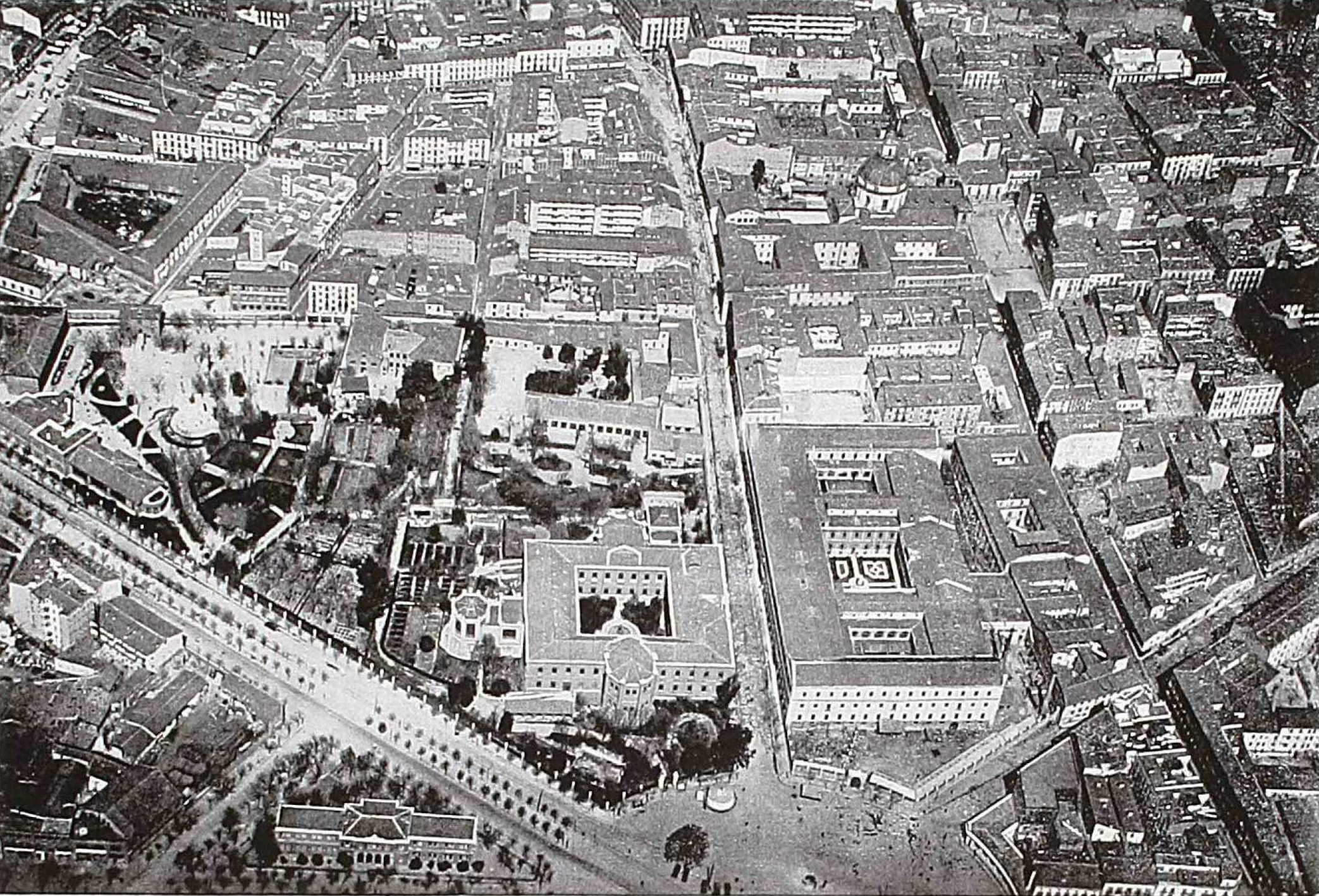
Vista panorámica de la glorieta de Embajadores y Ronda de Toledo hacia 1929. Fotografía realizada por la Aeronáutica Militar. A la izquierda la finca del antiguo Casino de la Reina. A la derecha la Fábrica de Tabacos.

El 25 de septiembre de 1781 la Real Hacienda de su Majestad compró las huertas de la Comunidad de Clérigos Regulares de San Cayetano, para comenzar las obras en su terreno. El edificio se llamó en un principio Real Fábrica de Aguardientes.
En 1808, el ejército de Napoleón se encontraba en España. En Madrid, se acuartelaron en varios edificios, uno de los cuales fue esta fábrica, que ya estaba cerrada. En España había tres fábricas de este producto: la de Sevilla, la de Cádiz y la de Alicante; pero no eran suficientes para el abastecimiento de todo el país y a Madrid llegaba muy poca producción. 
José Bonaparte recuperó la funcionalidad industrial del recinto que fue puesto en marcha el 1 de abril de 1809, festividad de San Venancio, dando trabajo a 800 cigarreras.[cita requerida] Cifra que en 1853 ascendería a 3000 y en 1890 a 6300 (cuando la población de Madrid era de 300 000 habitantes).
El taller funcionó con carácter provisional hasta comienzos del año 1816 en que se paralizó para estudiar si era conveniente o no que continuase. Tras varios años de informes favorables y tímidos intentos de restitución, finalmente, en junio de 1825, la Dirección General de Rentas Estancadas autorizó el restablecimiento definitivo del trabajo en la fábrica. Con ello, se dio paso a una nueva singladura productiva que, superando las dificultades de sus comienzos y la progresiva adaptación del uso del espacio original a las nuevas necesidades manufactureras, llegó a convertirse en uno de los principales centros tabaqueros de la península ibérica y una de las mayores concentraciones obreras de la ciudad, empleando, a finales del siglo XIX, a más de cuatro mil operarias.
En la evolución histórica del edificio, destaca la adecuación y uso real de algunos espacios concretos no estrictamente productivos vinculados a la condición femenina del personal obrero ocupado. Así, el temprano funcionamiento de una escuela-asilo para los hijos de las cigarreras —aprobado en 1840 por iniciativa personal de Ramón de la Sagra— o los diferentes lugares destinados a la lactancia que ha conocido la historia de la fábrica. Ejemplos de esta significativa ocupación espacial fueron la llamada «sala de leche», establecida en la década de 1920 en la portería de mujeres, y la habitación con cunas y camas para los hijos de las operarias, improvisada junto a los talleres de puros en la última planta del edificio durante la guerra civil española.
A partir de 1887, con la cesión de la explotación del monopolio a la Compañía Arrendataria de Tabacos —momento clave en la historia de la renta del tabaco—, se acometieron reformas y obras de saneamiento para solucionar los graves problemas derivados del hacinamiento y la falta de higiene que modificaron, en parte, la vieja estructura fabril del edificio, al mismo tiempo que los cambios introducidos en la organización del trabajo con el avance de la mecanización comenzaban a transformar el panorama sociolaboral de la fábrica.

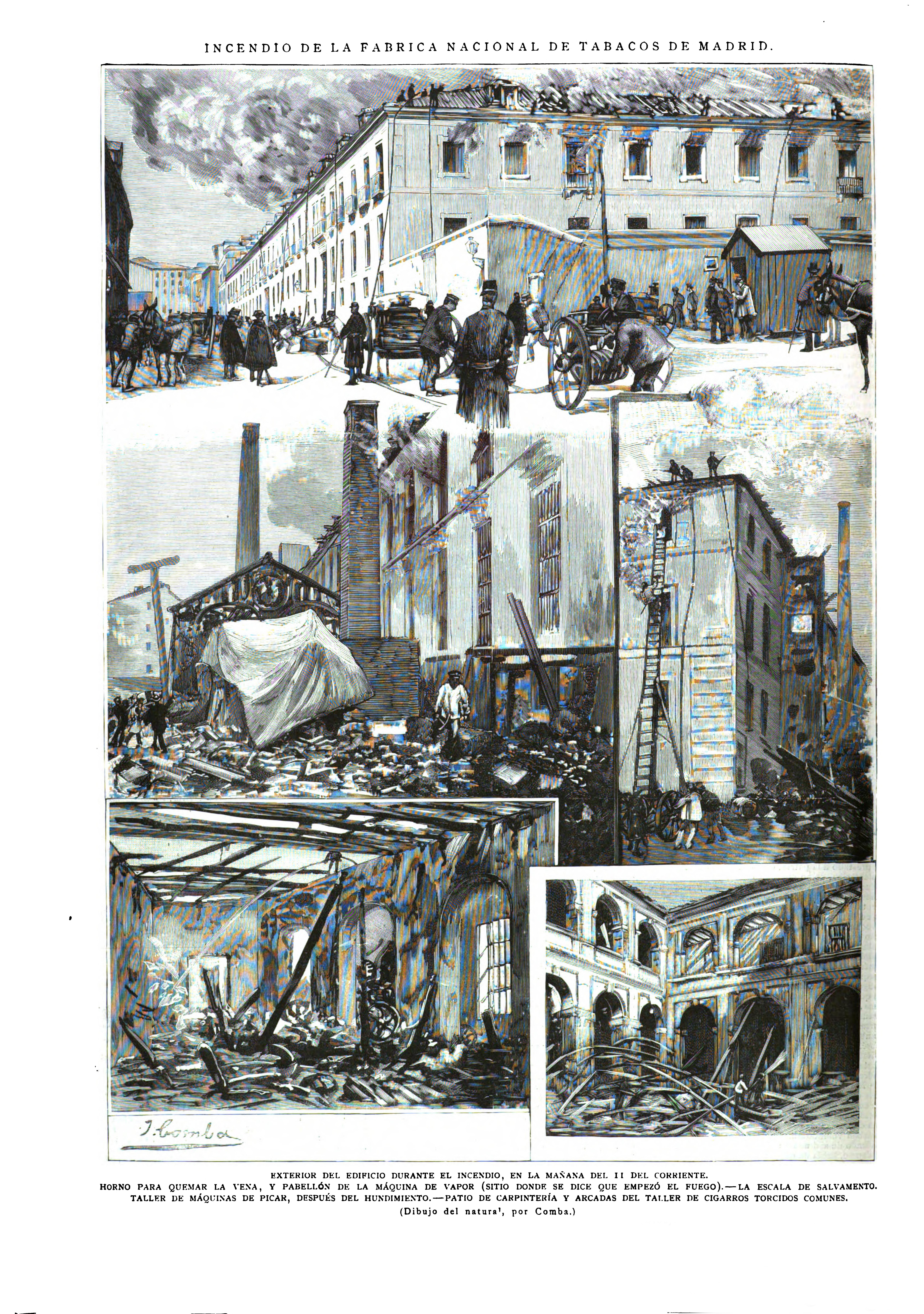
«Incendio de la Fábrica Nacional de Tabacos de Madrid» (La Ilustración Española y Americana, 15 de noviembre de 1890)

En noviembre de 1890 el edificio sufrió un incendio, que habría dejado a unas 6000 madrileñas en paro.

## Importancia social
La Fábrica de Tabacos de Madrid, con una historia productiva continuada de más de ciento setenta años, representa un escenario social de referencia en la vida de las mujeres que allí trabajaron, un espacio físico que condensa una memoria colectiva emblemática. Además de la evidencia numérica -que durante casi un siglo no bajó del millar de operarias-, las cigarreras mantuvieron un amplio protagonismo en los diferentes ámbitos de la realidad contemporánea madrileña. Como mujeres trabajadoras —reclutadas desde niñas y adiestradas en las labores del humo, y del vivir, por sus propias madres y abuelas—, las cigarreras manifestaron una temprana conciencia social y una sorprendente capacidad de movilización y lucha obrera, tal y como muestra el famoso motín ocurrido en la fábrica en 1830 que «hizo temblar a las autoridades». Pero además del activismo asociativo, canalizado sindicalmente a partir de los años 1920, y de su protagonismo en numerosos conflictos y huelgas en defensa de sus condiciones de trabajo, como grupo social, la presencia y solidaridad de las cigarreras se destacó en manifestaciones públicas, populares motines de subsistencia, protestas de carácter político, de estudiantes o en las numerosas muestras de apoyo ante las frecuentes tragedias que azotaban a las clases trabajadoras madrileñas, como ilustra el trágico accidente que provocó el derrumbamiento del tercer depósito del Canal de Isabel II en abril de 1905.
De los talleres de Embajadores, así como de otras fábricas del Estado, salieron destacadas líderes obreras, como Eulalia Prieto o Encarnación Sierra, que durante la Guerra Civil se comprometieron y militaron en la lucha femenina contra el fascismo.
Fuera de la fábrica, durante la época de mayor esplendor, la particular atmósfera del oficio de cigarrera se respiraba literalmente en el aire promovido por la alta concentración de trabajadoras que vivían en los barrios de Lavapiés, Huerta del Bayo y Cabestreros, entre otros, alojándose, mayoritariamente, en corralas o patios de corredor y compartiendo con el resto de sus vecinos escenarios y espacios de sociabilidad tan populares como la Fuentecilla), el lavadero, el mercado, los merenderos, etc. La proximidad de las viviendas, que facilitaba la simultaneidad de funciones, espacios y tareas en el vivir cotidiano de las cigarreras, la invasión y el ajetreo diario que provocaban sus entradas y salidas en la calle de Embajadores, y sus travesías inmediatas, eran un fiel reflejo de su presencia y protagonismo local y de la enorme influencia que la fábrica mantuvo durante años en el ritmo de vida del barrio.

## Descripción del edificio

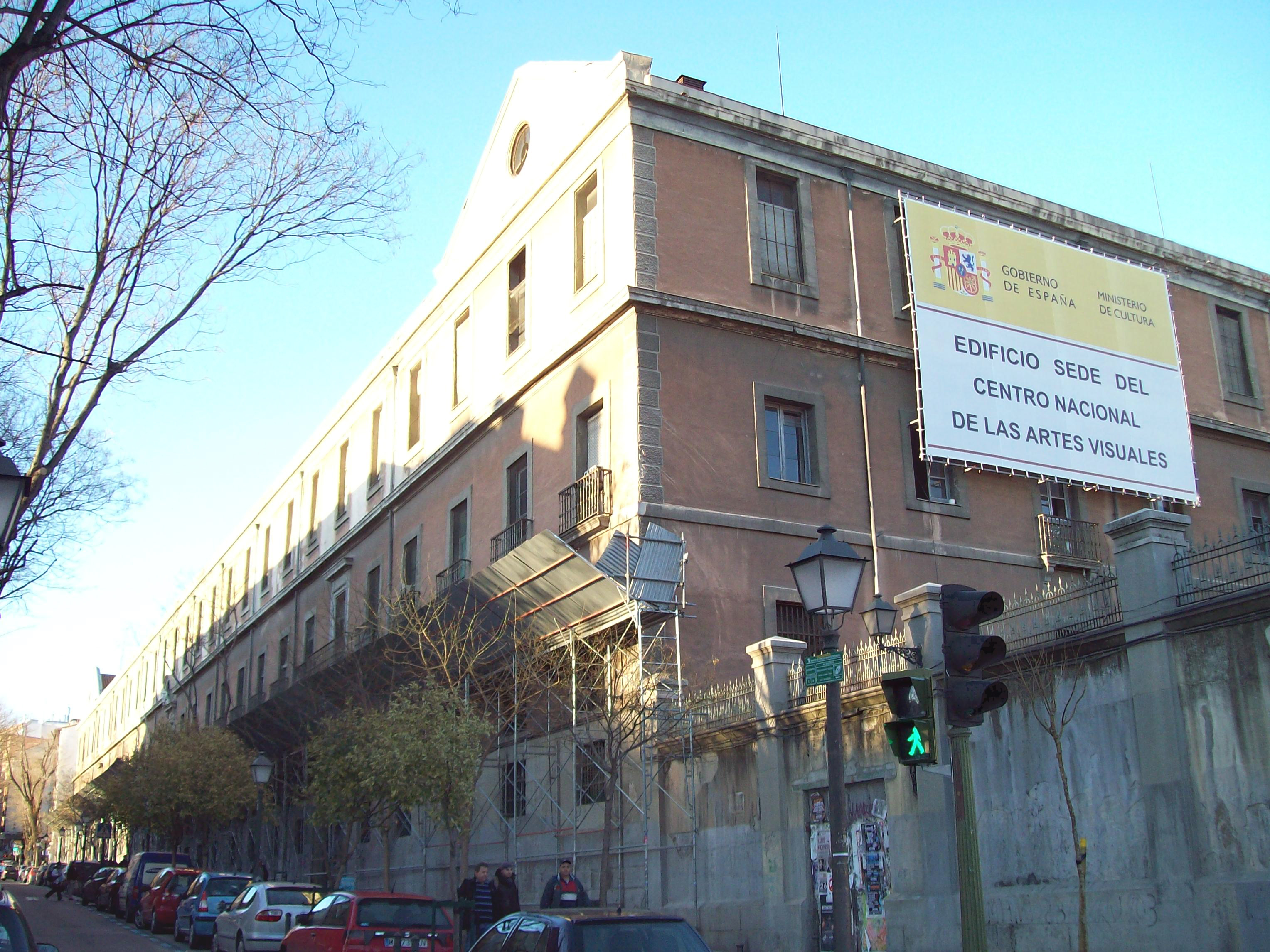
Vista, desde el ángulo suroeste, del edificio en restauración (febrero de 2009).

Es de forma rectangular, exento, con cuatro plantas. La fachada principal tiene balcones y ventanas y tres buenas portadas. La del centro es la principal, adornada con dos pilastras dóricas con triglifos en el cornisamento que sirve de base a un balcón principal en cuyo guardapolvo puede verse un escudo de armas. Tiene un corralón contiguo, rodeado por un tapia, que da a la glorieta.

## sigloXXI
Los espacios de la planta baja y los sótanos de Tabacalera han sido divididos en dos áreas: Tabacalera, Espacio Promoción del Arte, gestionado por la Subdirección General de Promoción de las Bellas Artes del Ministerio de Educación, Cultura y Deporte desde el año 2003 con exposiciones temporales y actividades relacionadas con la fotografía, el arte contemporáneo y las artes visuales y el Centro Social Autogestionado La Tabacalera de Lavapiés, cedido por el ministerio, donde se lleva a cabo una programación cultural de diversa índole: recitales de poesía, cursos de fotografía o conciertos.